# Taphrinomycotina
Taphrinomycotina O.E. Erikss. & Winka – podtyp w obrębie workowców. Jest to niedawno utworzony takson obejmujący grupę grzybów mającą wspólnego przodka. W zależności od przyjętego nazewnictwa może być w randze podtypu lub podgromady.

## Charakterystyka
Taphrinomycotina to grzyby saprotroficzne i pasożytnicze roślin nasiennych i paproci. W porażonych roślinach wytwarzają słabo rozwinięte strzępki i powodują u nich zniekształcenia porażonych części i przebarwienia. Nie tworzą ani specjalnych strzępek workotwórczych, ani owocników. Worki wyrastają bezpośrednio wewnątrz tkanek porażonych roślin, lub na ich powierzchni. Taphrinomycotina są grzybami dymorficznymi. Podczas dikariofazy są diploidalne i tworzą strzępki podzielone przegrodami, podobnie, jak inne grzyby workowe. Znajdujące się na szczytach strzępek dikariotyczne komórki stają się komórkami wytwarzającymi worki. Najczęściej w komórkach tych następuje kariogamia i stają się one workami. Czasami, np. u rodziny Protomycetaceae kariogamia następuje tuż po plazmogamii.

## Systematyka
Dawniej klasyfikowano grzyby głównie na podstawie cech morfologicznych. Obecnie, gdy w klasyfikacji uwzględnia się wyniki badań molekularnych i genetycznych, doszło do ogromnych zmian w klasyfikacji grzybów. Jest to proces dynamiczny, wyniki nowych badań ciągle zmieniają istniejącą klasyfikację. Według Index Fungorum, opartego na kolejnych edycjach Dictionary of the Fungi, podtyp Taphrinomycotina należy do gromady grzybów workowych (Ascomycota) i dzieli się na następujące taksony:
- klasa Archaeorhizomycetes Rosling & T.Y. James 2011
- klasa Neolectomycetes O.E. Erikss. & Winka 1997
- klasa Novakomycetes Dlauchy, G. Péter & Čadež 2021
- klasa Pneumocystomycetes O.E. Erikss. & Winka 1997
- klasa Schizosaccharomycetes O.E. Erikss. & Winka 1997
- klasa Taphrinomycetes O.E. Erikss. & Winka 1997